# Чернюк Володимир Васильович
Чернюк Володимир Васильович — український науковець, доктор технічних наук, професор, завідувач кафедри гідравліки і сантехніки Національного університету «Львівська політехніка».
Зіграв роль святого у фільмі Жива.
Захистив 2010 року дисертацію доктора технічних наук на тему «Регулювання інтегральних параметрів напірних потоків рідин гідродинамічно активними додатками».